# Иманжусип Кутпанулы
Иманжусип Кутпанулы (каз. Иманжүсіп Құтпанұлы; 1863—1931) — казахский народный композитор, певец, акын.

## Биография
Родился в 1863 году в Аксуском районе Павлодарской области; происходил из рода торы-кыпшак Среднего жуза. С ранних лет увлекался песнями, народными сказаниями. Большую роль в становлении Иманжусипа Кутпанулы как акына-импровизатора сыграло творчество Биржан сала, Акан сери, Укили Ыбырая, Балуан Шолака, Мади, знакомство и дружба с певцами Жарылкапберды, Естаем, Жаяу Мусой.
За свои стихи акын преследовался властями. В 1905—1912 годах находился в ссылке в Усть-Каменогорске, в 1914 году был сослан в Жетысу. Последние годы жил в центральном Казахстане. Его песни («Сарымойын», «Бұғылы мен Тағылы», «Ішім өлген дүниеай, құр сыртым сау», «Әкем Құтпан болғанда, ағам Шоқай», «Қысырақтың үйірі жирен ала», «Мен қалайша жалғанда тұрақтайын» и другие) раскрывают гражданскую позицию автора. Песни записаны А. В. Затаевичем (от К. Байжанова, К. Байсеитова, Исы Байзакова) и вошли в сборник «1000 песен казахского народа». В фольклорных экспедициях записаны песни Иманжусипа Кутпанулы: «Сейфул-мәлік», «Сарыарқа» (4 варианта), «Сарыбел», «Ерейментау» (2 варианта), «Болған жастан» (2 варианта) и другие. Песню «Сарымойын» использовал в своей опере «Кыз Жибек» комп. Е. Г. Брусиловский (ария Бекежана).
Свободолюбивые песни акына не нравились не только властям Российской империи, но и пришедшей ей на смену советской власти. В 1930 году Иманжусип Кутпанулы был арестован, а в 1931 году расстрелян в Мойынкумском районе Жамбылской области.
В 1990 году был полностью реабилитирован.
В 2001 году Р. Кошеновой издана книга «Иманжусип», в которую вошли все песни Иманжусипа Кутпанулы.
Его именем названа одна из улиц Астаны.